# August Palm
August Teodor Palm, kallad "Mäster Palm", född 5 februari 1849 i Fårabäck, Södra Sallerups socken, Skåne, död 14 mars 1922 i Stockholm, var en svensk socialistisk, framför allt socialdemokratisk, pionjär och agitator, till yrket skräddare.

## Biografi

### Bakgrund
August Palms far, Nicolaus Palm, var folkskollärare men hade tidigare varit skräddare. Modern hette Anna Andersson. Vid tio års ålder blev August Palm faderlös. Modern sattes med hans yngsta syskon på fattighuset, medan han själv hamnade i fosterhem hos en skräddare i Östra Kattarp. För att lära sig ett yrke sattes han som lärling till skräddare i Malmö.  Arton år gammal var det dags för gesällvandringen.

### Skräddare och socialdemokrat
August Palm var en av de främsta förgrundsfigurerna i den svenska socialdemokratins första år i Sverige. Sina idéer hade han utvecklat under sitt vandrande som gesäll runt i Danmark och Tyskland, där han bland annat hade lärt av August Bebel. Han påverkades starkt av Ferdinand Lassalle, och döpte sin äldste son till Teodor Fredrik Lassalle.
En händelse i Göteborg spelade en avgörande roll för honom. På väg till England 1869 hejdades han därför att han saknade ett giltigt prästbetyg. Palm tvingades återvända till Skåne, och när han därefter åkte utomlands gick resan i stället till Danmark och kontinenten. Han blev medlem i Första internationalen 1873.
1874 bosatte han sig i Haderslev i Slesvig och arbetade som skräddare. På grund av att han agiterade för socialismen utvisades han 1877 ur Tyskland, och slog sig då ner i Storheddinge i Danmark. Han lämnade Danmark med föresatsen att sprida socialismens idéer i Sverige.

### Åter i Sverige
Vid återkomsten till Sverige på hösten 1881 ville Palm bilda en svensk socialdemokratisk rörelse. Han åkte runt och agiterade i landet och 6 november 1881 höll han sitt första offentliga tal på hotell Stockholm i Malmö. Ämnet var "Vad vilja socialisterna?" (i hans manuskript står "Vad vilja socialdemokraterna?", Hvad vil Sosial-Demokraterna?). Den 26 november höll han ett möte inför 800 deltagare i Malmö och den 18 december samma år påbörjade han en resa ut i landet, men eftersom han saknade arbete tog han emot frivillig hjälp från tillströmmande åhörare som höll honom med mat och husrum, ungefär som den tidens väckelsepredikanter ofta gjorde. I Stockholm försökte han förgäves hyra lokal för mötet men höll annandag jul 1881 ett utomhusmöte i Lill-Jansskogen. Åter i Malmö hade han under sin bortavaro vunnit ryktbarhet som en eldig talare och retoriker, och hans återkommande söndagsmöten flyttades till värdshuset Almbacken i södra delarna av staden. Vid ett tillfälle, troligen 26 januari 1882, kom det så mycket folk att Palm gick ut på Almbackens gård, och där klättrade upp i en liten punschverande byggd i ett päronträd, för att kunna ses och höras av alla församlade. Berättelseom om Palms tal i päronträdet har blivit något av en legend, men har en verklig grund. 1882 grundade han tidningen Folkviljan, som han under stora svårigheter lyckades hålla vid liv till 1885.

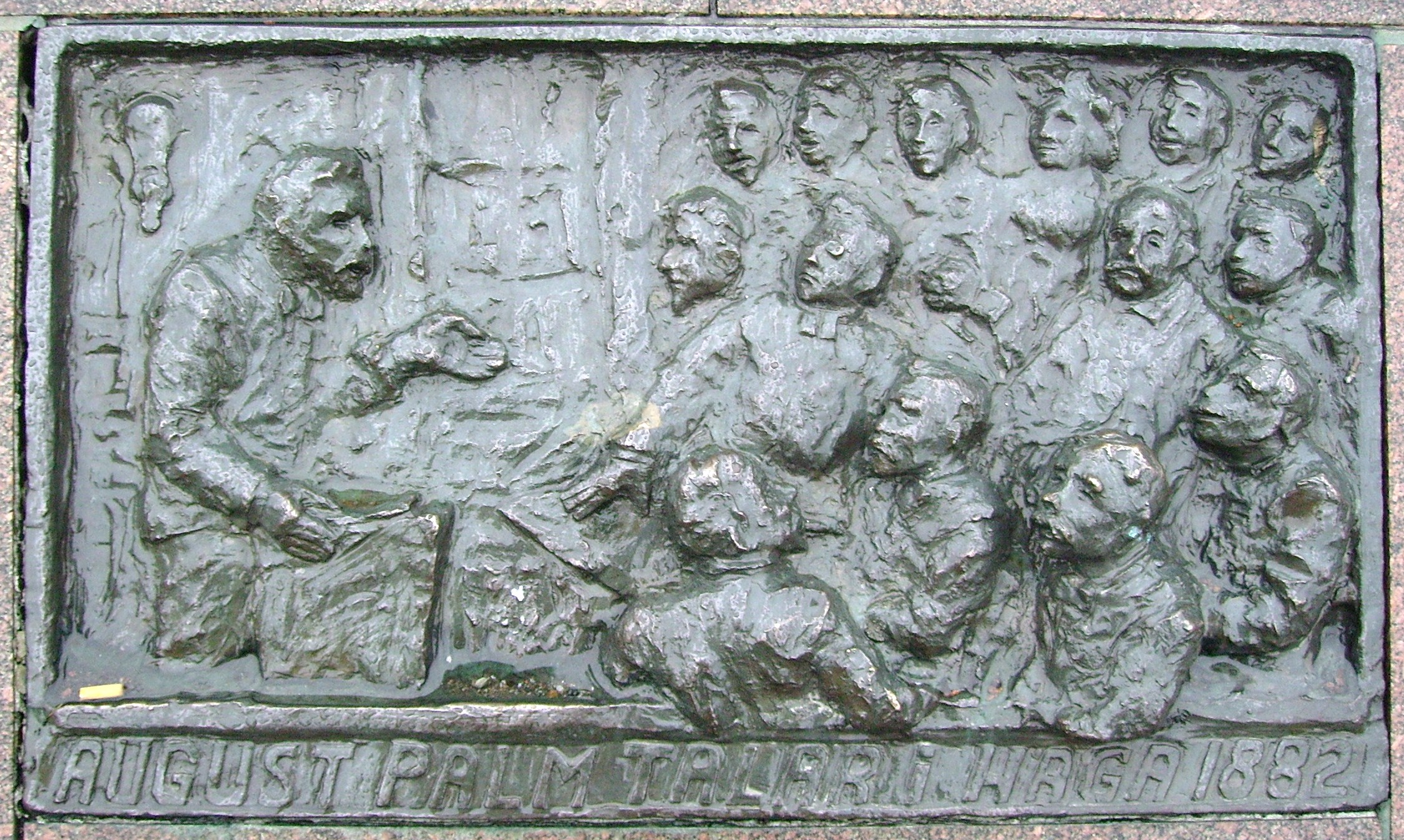
August Palm talar i Haga 1882, Relief.

Arbetareklubben i Göteborg bildades 14 april 1884 på initiativ av skräddarmästare C. M. Heurlin och korkskärare H. Menander i Heurlins verkstad vid Kyrkogatan 3 i Göteborg och var Sveriges första socialdemokratiska organisation. Den stiftades av 14 medlemmar av vilka 12 var godtemplare. Heurlin som hängivet stöttat Palm då denne 1882 inledde sin kampanj i Göteborg, valdes här till ordförande.

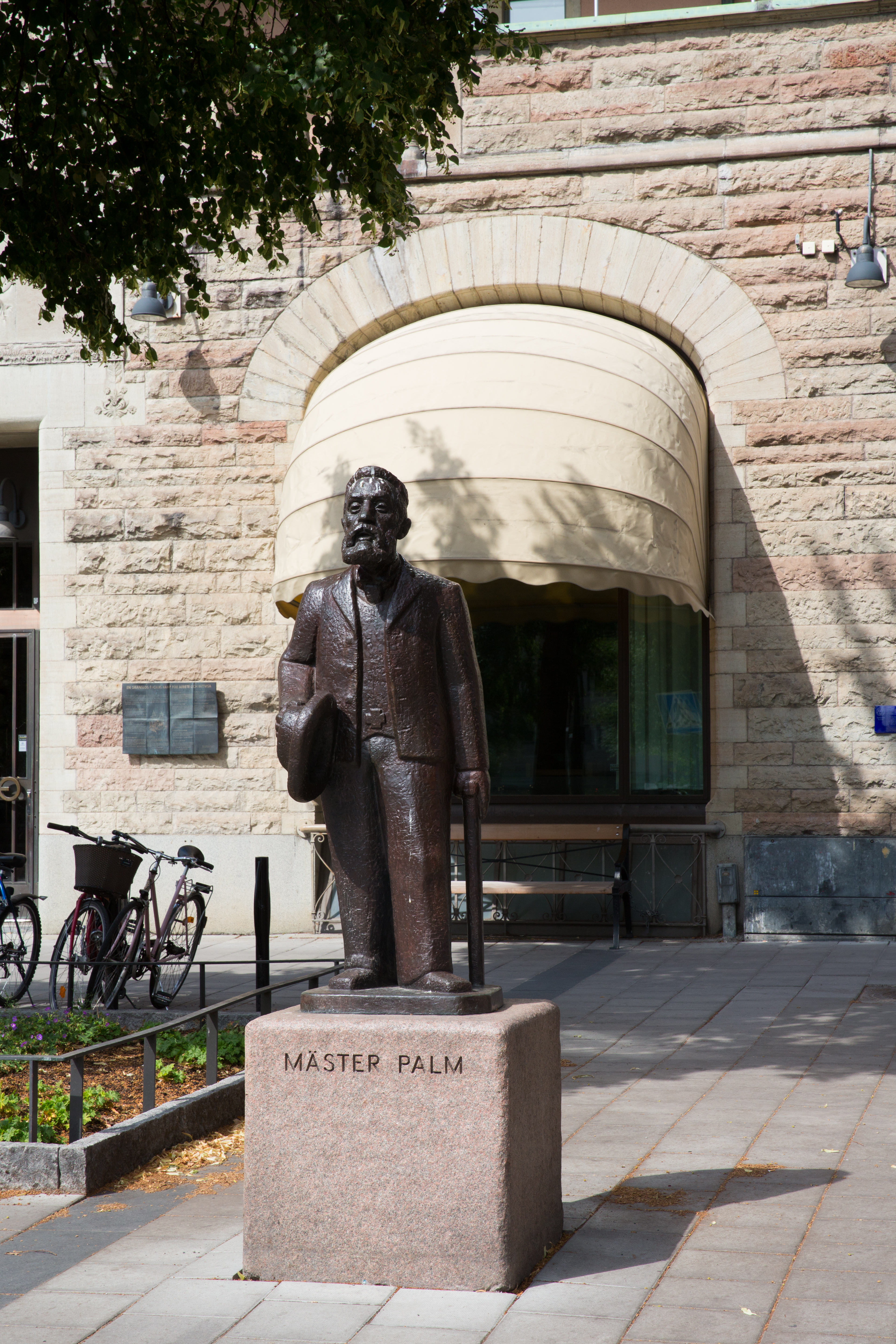
Mäster Palm. Staty av Ture Johansson framför LO-borgen i Stockholm.

### Social-Demokraten, ledare och schism
År 1885 grundade Palm tidningen Social-Demokraten, sedan han strax innan överflyttat sin verksamhet till Stockholm, och knöt bland andra Axel Danielsson till tidningens redaktion. I Stockholm hade han större framgång än i Malmö. L.O. Smiths ringrörelse hade just brutit samman, och de borgerliga arbetarledarna betraktades med misstro av arbetarna. Talet om organiserad klasskamp sammanföll med rådande stämningar i arbetarklassen. Palm lyckades även inom fackföreningarna vinna gehör för socialismen, och 1886 ställde den svenska fackföreningsrörelsen sig officiellt på socialistisk grundval.
Palm stod nu som ledare för socialdemokratin i Sverige, men redan på hösten 1886 hade han förlorat denna ställning. En schism beträffande Social-Demokratens redigering avgjordes så, att Palm lämnade redaktionen och efterträddes av Hjalmar Branting.
Palm fick många fiender, då han förutom att tala om de sociala orättvisorna bland annat kritiserade kungahuset och tidens militarism. Han ville även bilda ett socialdemokratiskt parti och en sammanhållen organisation av fackföreningar. Det senare kom 1898 att realiseras som Landsorganisationen i Sverige (LO), en rörelse som Palm dock hade föga att göra med.

### Klammeri med myndigheterna
Palms budskap var inte populärt hos myndigheterna, och 1886 dömdes han till tre månaders fängelse efter ett tal i Hudiksvall: "Vi hava en usel regering och dåliga representanter i riksdagen som ingenting begripa av arbetarnas och den betrycktes sak". Det räckte för polisingripande och dom för "smädelse av regering och riksdag".
Sommaren 1889 satt fyra redaktörer i fängelse. De var Hjalmar Branting, August Palm, Axel Danielsson samt redaktör Rydgren. De var inte rädda för att säga vad de tyckte, vilket ibland blev besvärligt för regeringen. Sommaren 1889 satt alla i häktet för tryckfrihetsbrott, och Palm avtjänade sammanlagt 6,5 månaders fängelse för smädelse och ärekränkning.
Palm försökte samla socialdemokraterna i Sverige, inte bara lokalt utan i hela riket, och från sin cell på Långholmen kunde han driva rörelsen. År 1889 var han med och bildade Sveriges socialdemokratiska arbetareparti på Tunnelgatan 12 i Stockholm.

### Senare år
Han var även 1891 redaktör för Social-Demokratens veckoupplaga och återupplivade efter en ny schism Folkviljan, där han förde en frän, personligt färgad kritik mot "intelligensarna" inom partiet. Hans uppträdande ansågs så störande, att han 1892 på förslag av Branting förklarades ovärdig att inneha förtroendepost inom partiet, men återvann snart sin tidigare popularitet och användes flitigt i agitationsarbetet. 1900 och 1906 förrtog Palm föredragsturnéer i USA.
Sin förkärlek för journalistiken visade han genom att 1907 starta Appell, där han avsåg att föra krig mot byråkratism, militarism och nykterhetsfanatism. Tidningen nedlades samma år men återupplivades 1912, och de sista åren av sitt liv förde Palm här en energisk kamp mot nykterhetsrörelse och nykterhetslagstiftning.
Han kom nu att alltmer glida bort från det parti, till vilket han tagit initiativet till bildandet av. Palm hade större framgång som agitator än som ledare eller organisatör. Trots det sätt på vilket hans politiska rörelse motarbetades betonade Palm hela tiden starkt att kampen för socialismen skulle föras på demokratisk väg med röstsedeln som vapen.

### Död
August Palm avled den 14 mars 1922 i sitt hem och dödsorsaken var "äggvita och hjärtlidande, sviter efter spanska sjukan". Han ligger begraven på Stockholms norra begravningsplats (kvarter 19A3, gravnummer 712).

## Film och TV
1984 producerade SVT Malmö en TV-serie (3 x 58 min) om August Palm som fick namnet August Palms äventyr i regi av Jan Hemmel och filmfoto av Lars Crepin. Pierre Dahlander gjorde huvudrollen tillsammans med Anna Sällström. Serien är till stora delar inspelad i Malmötrakten.

## Bibliografi

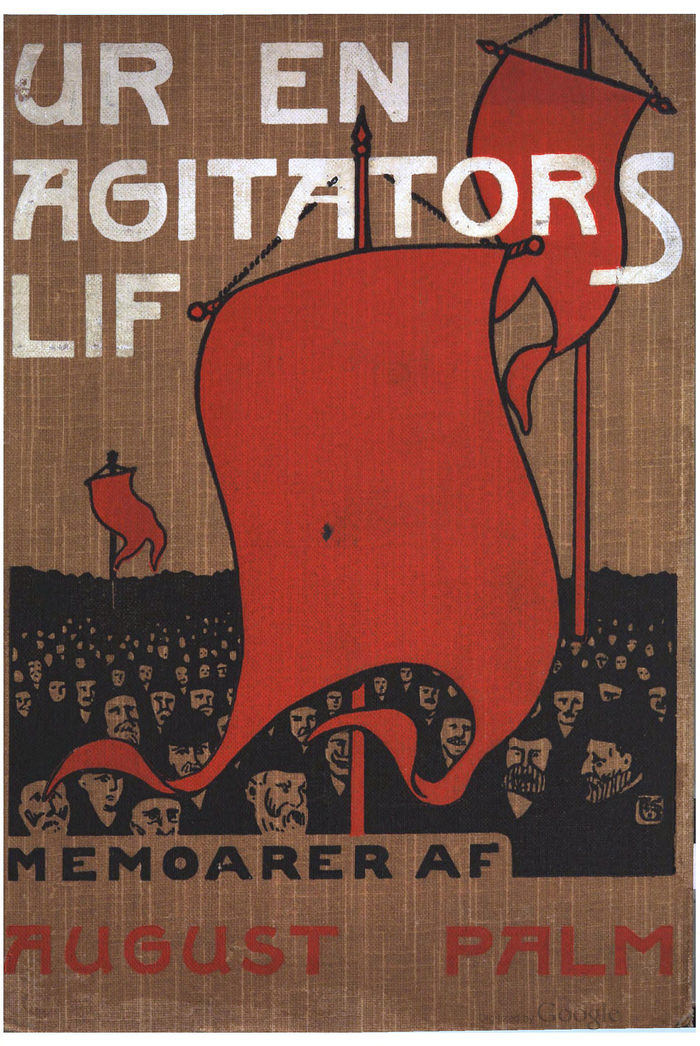
Första upplagan av Ur en agitators lif (1904).

## Referenser

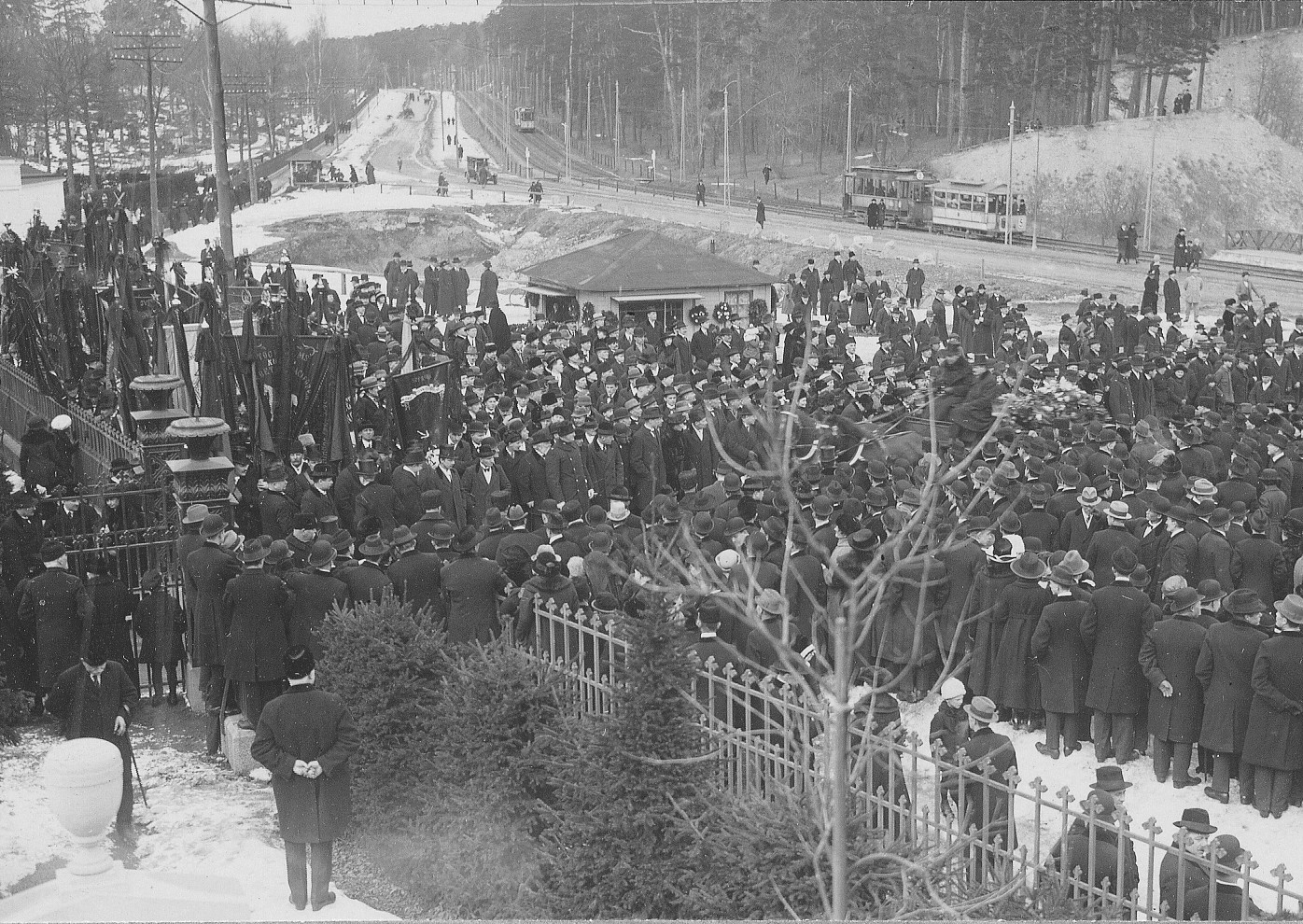
Norra begravningsplatsen vid Palms begravning, 1922.